# Vale do Lobo

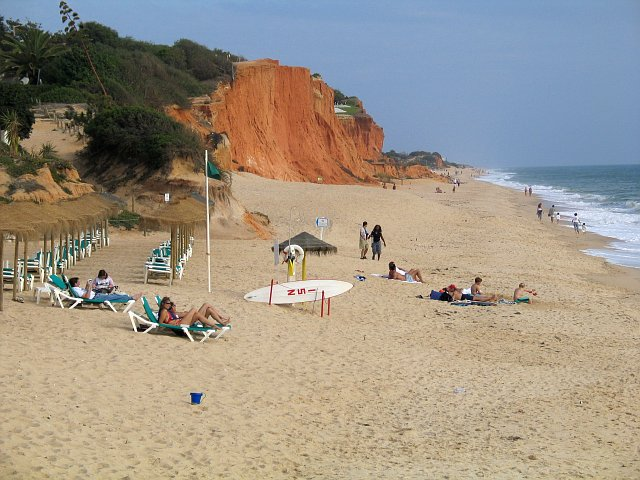
Het strand van Vale do Lobo

Vale do Lobo is een golfresort in Almancil in Algarve (Zuid-Portugal). Het resort heeft twee 18 holes golfbanen, de Royal en de Ocean, en is het toneel geweest van het Portugal Open in 2002 and 2003.
Behalve door zijn golfresort is Vale do Lobo ook bekend om de internationale tennisacademie die er gevestigd is en de ITF-toernooien die er werden gehouden in de periode 2001–2012. Het is een vakantiebestemming voor mensen die behoefte hebben aan een luxe locatie.